# François Mocquard
François Mocquard (27 ottobre 1834 – 19 marzo 1917) è stato un erpetologo francese.

## Alcune opere
- Mocquard, F.: Recherches anatomiques sur l'estomac des crustacés podophtalmaires.	Paris Masson, (1883)
- Mocquard, F.: Contribution à la faune herpétologique de la Basse-Californie. Paris Muséum d'histoire naturelle, (1899)
- Mocquard, F.: Recherches sur la faune herpetologique des iles de Borneo et de Palawan. Paris Muséum d'histoire naturelle, (1890)
- Mocquard, F.: Synopsis des familles, genres et espèces des reptiles écailleux et des batraciens de Madagascar. Paris Muséum d'histoire naturelle, (1909)
- Duméril A.H.A.; Bocourt, M.F., Mocquard M.F.: (1870–1900) Études sur les reptiles. Mission Scientiﬁque au Mexique et dans l'Amérique Centrale. – Recherches zoologiques. Troisième Partie. – Ire Section. Études sur les reptiles. Paris: Imprimerie Imperiale.
- Mocquard, F.: Sur un nouveau genre de Blenniidae voisin des Clinus (Acanthoclinus). Bulletin de la Société Philomáthique, Paris 10: 18-20. (1885)
- Mocquard, F.: Révision des Clinus de la collection du Museum. Bull. Soc. Philomath. Paris 1(1): 40-46. (1888)
- Mocquard, F.: Diagnoses de quelques reptiles nouveaux de Madagascar. C.R. Soc. philom. Paris, 9: 3-5. (1894)
- Mocquard, F.: Description de quelques reptiles et d'un batracien nouveaux de la collection du Muséum. Bulletin du Muséum d'Histoire Naturelle, Paris, 14: 259-262. (1908)
- Mocquard, F.: Voyage de M. Chaper a Borneo. Nouvelle contribution a la faune herpétologique de Bornéo. Mémoires de la Société Zoologique de France 5: 190-206. (1892)

| Mocquard è l'abbreviazione standard utilizzata per le specie animali descritte da François Mocquard. Categoria:Taxa classificati da François Mocquard |